# Sola Akingbola
Sola Akingbola es un músico inglés integrante de la banda Jamiroquai.
Se unió a la banda en 1995 como percusionista. Nació en 1965. Comenzó a tocar seriamente hace unos 10 años. Antes era Dj de algunos clubes de Londres. Nació en Nigeria y llegó a Inglaterra con sus padres cuando era un niño. Ahora tiene su propia familia viviendo en Londres. África y la música africana es una gran influencia en su vida. Sola admira a Miles Davis, Earth Wind and Fire, Bartok. Sola conocía a Derrick y luego le preguntó a Jay si se podía unir a la banda. Su participación en la banda se puede ver en los discos Travelling without Moving , Synkronized y Dynamite. 